# Cristianisme per país
Al segle xxi, el cristianisme té aproximadament dos mil milions d'adherents, ço és, aproximadament un terç de la població mundial, la qual cosa el converteix en la religió més predominant a la Terra. De totes les branques del Cristianisme, l'Església Catòlica és la denominació més nombrosa, amb prop de mil milions d'adherents, seguida per les esglésies protestants i les esglésies ortodoxes.
El Cristianisme és la religió predominant a Europa, Rússia, a l'Amèrica del Nord, a l'Amèrica del Sud, Timor Oriental, Àfrica Austral, Àfrica central, Àfrica oriental i Oceania. Hi ha també comunitats cristianes a altres parts del món, com a Indonèsia, Àsia central i Orient Mitjà, on el Cristianisme és la segona religió després de l'islam.
El país amb més població cristiana són els Estats Units, seguits del Brasil i de Mèxic.
El Cristianisme és, a més a més, religió d'estat de 15 països: Argentina, Armènia, Tuvalu, Tonga, Costa Rica, Dinamarca, Anglaterra, Grècia, Geòrgia, Islàndia, Liechtenstein, Malta, Mònaco, Ciutat del Vaticà i Zàmbia.

Percentatge de cristians per país.

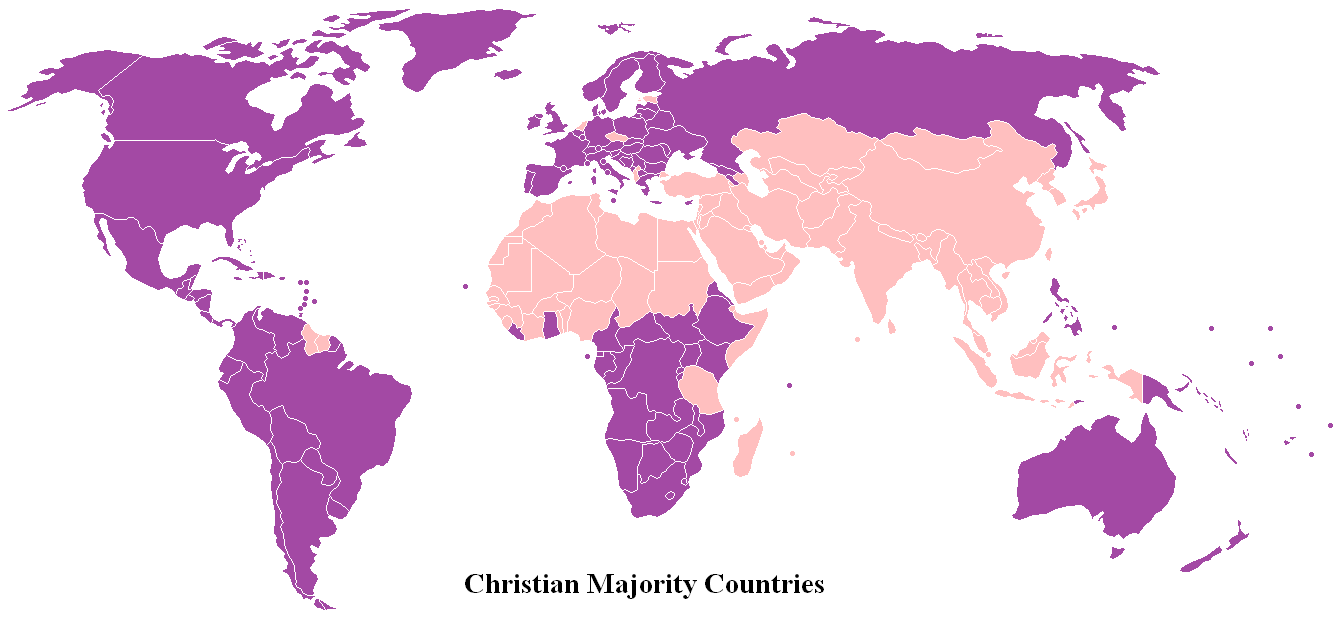
Països on la majoria de la població és cristiana.

## Cristianisme per país
| País                            | Població total     | % de cristians | % de catòlics | % de protestants, ortodoxos i altres | Total de cristians |
| ------------------------------- | ------------------ | -------------- | ------------- | ------------------------------------ | ------------------ |
| Afganistan                      | 28.150.000         | 0,1 %          | 0,08 %        | 0,091 %                              | 28.000             |
| Sud-àfrica                      | 44.344.136         | 80 %           | 5 %           | 75 %                                 | 35.066.269         |
| Albània                         | 3.170.000          | 33,0 %         | 17%           | 16%                                  | 1.109.000          |
| Algèria                         | 39.500.000         | 0,2 %          | 0,1 %         | 0,1 %                                | 460.000            |
| Alemanya                        | 79.800.000         | 64 %           | 30,0 %        | 34,0 %                               | 51.072.000         |
| Andorra                         | 85.000             | 94 %           | 90,1 %        | 3,9 %                                | 76.075             |
| Angola                          | 18.498.000         | 97%            | 70%           | 25 %                                 | 16.315.236         |
| Anguilla                        | 15.000             | 90,5 %         | 3 %           | 87 %                                 | 14.000             |
| Antigua i Barbuda               | 88.000             | 74,0 %         | 11 %          | 64 %                                 | 65.000             |
| Aràbia Saudita                  | 26.417.599         | 5,5 %          | 3,5 %         | 2 %                                  | 1.460.439          |
| Argentina                       | 40.134.000         | 92,0 %         | 90 %          | 2 %                                  | 28.094.000         |
| Armènia                         | 3.230.000          | 99,0 %         | 0,7 %         | 98 %                                 | 3.188.000          |
| Aruba                           | 107.000            | 88,6%          | 80,8 %        | 7,8 %                                | 3.188.000          |
| Austràlia                       | 22.234.000         | 61,1 %         | 25,8 %        | 37 %                                 | 14.230.000         |
| Àustria                         | 8.373.000          | 83 %           | 73,6 %        | 4,7 %                                | 5.593.000          |
| Azerbaidjan                     | 8.922.000          | 4,8 %          |               | 4,8 %                                | 428.000            |
| Bahames                         | 342.000            | 96,3 %         | 13,5 %        | 67,6 %                               | 329.000            |
| Bahrain                         | 791.000            | 9,0 %          |               | 9,0 %                                | 71.000             |
| Bangladesh                      | 162.221.000        | 0,3 %          | 0,3 %         |                                      | 487.000            |
| Barbados                        | 256.000            | 74,6 %         | 4,2 %         | 70 %                                 | 191.000            |
| Belarús                         | 9.480.000          | 80,0 %         | 7,1 %         | 48,7 %                               | 7.584.000          |
| Bèlgica                         | 11 250 585         | 93,1 %         | 87,2 %        | 6,9 %                                | 10 485 000         |
| Belize                          | 322.000            | 76,7 %         | 40 %          | 36, %                                | 247.000            |
| Benín                           | 8.935.000          | 42,8 %         | 27 %          | 15 %                                 | 3.824.000          |
| Bermudes                        | 65.000             | 67,0 %         | 15 %          | 50 %                                 | 44.000             |
| Bhutan                          | 697.000            | 1,0 %          |               |                                      | 7.000              |
| Bolívia                         | 9.879.000          | 97 %           | 81,6 %        | 13 %                                 | 6.915.000          |
| Bòsnia i Hercegovina            | 3.767.000          | 52,0 %         | 36 %          | 15 %                                 | 1.770.490          |
| Botswana                        | 1.950.000          | 71,6 %         | 5 %           | 66 %                                 | 1.396.000          |
| Brasil                          | 204 000 000        | 87,6 %         | 61 %          | 27,6 %                               | 178 704 000        |
| Brunei                          | 400.000            | 11,0 %         |               |                                      | 44.000             |
| Bulgària                        | 7.577.000          | 84,0 %         | 1 %           | 83 %                                 | 6.365.000          |
| Burkina Faso                    | 15.757.000         | 25,0 %         | 18 %          | 4 %                                  | 3.939.000          |
| Burundi                         | 8.303.000          | 75 %           | 60 %          | 15 %                                 | 7.813.123          |
| Cambodja                        | 14.805.000         | 2,0 %          |               |                                      | 296.000            |
| Camerun                         | 19.522.000         | 70,0 %         | 38,4 %        | 26,3 %                               | 13.665.400         |
| Canadà                          | 34.077.000         | 67,3 %         | 38,7 %        | 17,6 %                               | 25.251.000         |
| Cap Verd                        | 506.000            | 97,0 %         | 93 %          | 4 %                                  | 481.000            |
| Illes Caiman                    | 56.000             | 73,8 %         |               |                                      | 41.000             |
| República Centreafricana        | 4.422.000          | 80,3 %         | 29 %          | 51 %                                 | 3.550.866          |
| Xile                            | 17.063.000         | 87,2 %         | 67,2 %        | 20 %                                 | 14.879.000         |
| Xina                            | 1 339 724 852      | 5,2 %          | 1 %           | 4,2 %                                | 69 665 692         |
| Xipre                           | 839.000            | 73,2 %         | <1 %          | 73 %                                 | 614.148            |
| Colòmbia                        | 45.407.000         | 90 %           | 75 %          | 10 %                                 | 44.317.000         |
| Comores                         | 676.000            | 2,1 %          |               |                                      | 14.000             |
| Illes Cook                      | 20.000             | 86 %           | 16,8 %        | 69,6 %                               | 19.000             |
| República del Congo             | 3.683.000          | 85,9 %         | 48 %          | 38 %                                 | 3.163.697          |
| República Democràtica del Congo | 85.026.000 (2015)  | 95,7 %         | 47,3 %        | 48,4 %                               | 81.369.882         |
| Corea del Nord                  | 22.912.000         | 2,0 %          | 0,7 %         | 1,3 %                                | 458.244            |
| Corea del Sud                   | 48.846.823         | 31,6 %         | 7,6 %         | 24,0 %                               | 24.876.798         |
| Costa Rica                      | 4.579.000          | 83 %           | 69 %          | 14 %                                 | 3.860.000          |
| Costa d'Ivori                   | 21.075.000         | 32,8 %         | 28,9 %        | 3,9 %                                | 8.430.000          |
| Croàcia                         | 4.435.000          | 92,6 %         | 71 %          | 21 %                                 | 4.107.000          |
| Cuba                            | 11.204.000         | 85,0 %         | 80,3 %        | 4,7 %                                | 9.523.000          |
| Dinamarca                       | 5.535.000          | 80,9 %         | 1 %           | 80 %                                 | 4.478.000          |
| Djibouti                        | 864.000            | 6,0 %          | 1 %           | 5 %                                  | 52.000             |
| Dominica                        | 67.000             | 88,7 %         | 61 %          | 27 %                                 | 59.000             |
| República Dominicana            | 10.090.000         | 95,2 %         | 80 %          | 15,2 %                               | 9.586.000          |
| Emirats Àrabs Units             | 2.563.212          | 15,0 %         | 7 %           | 2 %                                  | 384.482            |
| Equador                         | 14.167.000         | 99,0 %         | 90,0 %        | 9,0 %                                | 14.025.330         |
| Egipte                          | 78.158.000         | 10,0 %         |               |                                      | 4.690.000          |
| Eritrea                         | 5.073.000          | 62,9 %         | 2 %           | 60 %                                 | 2.537.000          |
| Espanya                         | 44.708.462         | 78,6 %         | 76 %          | 2 %                                  | 35.140.851         |
| Estònia                         | 1.340.000          | 23,9 %         | 1 %           | 23 %                                 | 373.000            |
| Estats Units                    | 314.548.000        | 68 %           | 21 %          | 47 %                                 | 217 600 000        |
| Etiòpia                         | 84.320.987         | 62,8 %         | 0,7           | 62 %                                 | 62 416 920         |
| Illes Fèroe                     | 49.000             | 94,0 %         |               |                                      | 46.000             |
| Fiji                            | 849.000            | 64,4 %         | 8,9 %         | 55,5 %                               | 495.000            |
| Finlàndia                       | 5.358.000          | 81 %           | 0 %           | 81 %                                 | 4.270.000          |
| França                          | 66.938.000         | 84 %           | 72 %          | 12 %                                 | 44.501.560         |
| Gabon                           | 1.389.201          | 72,0 %         | 50 %          | 22 %                                 | 1.000.225          |
| Gàmbia                          | 1.593.256          | 9,0 %          |               |                                      | 143.393            |
| Geòrgia                         | 4.677.401          | 88,6 %         | 0,9 %         | 87,7 %                               | 4.144.177          |
| Ghana                           | 21.029.853         | 71,2 %         | 13,1 %        | 58,1 %                               | 14.468.539         |
| Grècia                          | 11.170.957         | 98,0 %         | 1,2 %         | 88,3 %                               | 10.947.538         |
| Grenada                         | 89.502             | 99,0 %         | 53 %          | 45 %                                 | 88.607             |
| Guatemala                       | 14.655.189         | 99,0 %         | 59 %          | 40 %                                 | 14.508.637         |
| Guinea                          | 9.467.866          | 10,0 %         | 5 %           | 5 %                                  | 946.787            |
| Guinea Bissau                   | 1.416.027          | 10,0 %         | 10 %          | 0 %                                  | 141.603            |
| Guinea Equatorial               | 676.000            | 88,7 %         | 80,70 %       | 8 %                                  | 667.000            |
| Guyana                          | 765.283            | 57,0 %         | 8 %           | 49 %                                 | 550.211            |
| Haití                           | 8.521.622          | 96,0 %         | 80 %          | 16 %                                 | 7.132.598          |
| Hondures                        | 7.335.204          | 83,0 %         | 48 %          | 35 %                                 | 6.088.000          |
| Hong Kong                       | 660.000            | 11,8 %         | 5 %           | 6,8 %                                | 66.000             |
| Hongria                         | 10.006.835         | 74,4 %         | 58 %          | 13,91 %                              | 7.445.085          |
| Índia                           | 1.080.264.388      | 2,3 %          | 1,3 %         | 1 %                                  | 24.080.016         |
| Indonèsia                       | 241.973.879        | 10,0 %         | 3 %           | 7 %                                  | 21.051.727         |
| Iran                            | 68.017.860         | 2,0 %          | 0 %           | 2 %                                  | 1.360.357          |
| Iraq                            | 26.074.906         | 3,0 %          | 0 %           | 3 %                                  | 782.247            |
| Irlanda                         | 4.234.925          | 94,1 %         | 82 %          | 12 %                                 | 3.908.836          |
| Islàndia                        | 296.737            | 95 %           | 2,5 %         | 92 %                                 | 278.339            |
| Israel                          | 7.100.000          | 3,5 %          | 0 %           | 3,5 %                                | 248.500            |
| Itàlia                          | 60.045.068         | 93,5 %         | 98,0 %        | 2 %                                  | 59.700.000         |
| Jamaica                         | 2.731.832          | 65,3 %         | 2 %           | 63,3 %                               | 1.783.886          |
| Japó                            | 127.417.244        | 2,3 %          | 1 %           | 1 %                                  | 2.548.345          |
| Jordània                        | 5.759.732          | 6,0 %          |               |                                      | 345.584            |
| Kazakhstan                      | 15.185.844         | 46,0 %         | 2,3 %         | 23,9 %                               | 6.985.488          |
| Kenya                           | 33.829.590         | 85,1 %         | 23,4 %        | 61,7 %                               | 28.792.702         |
| Kuwait                          | 2.335.648          | 15,0 %         | 3,2 %         | 12,8 %                               | 350.347            |
| Kirguizstan                     | 5.146.281          | 25,0 %         |               |                                      | 1.286.570          |
| Kiribati                        | 104.500            | 96,0 %         | 55,8 %        | 40,2 %                               | 100.320            |
| Laos                            | 6.217.141          | 2,2 %          | 1 %           | 1 %                                  | 80.823             |
| Letònia                         | 2.290.237          | 57,2 %         | 25 %          | 32,2 %                               | 1.310.016          |
| Líban                           | 3.826.018          | 40,0 %         | 36 %          | 4 %                                  | 1.530.407          |
| Lesotho                         | 1.867.035          | 90,0 %         | 45 %          | 45 %                                 | 1.493.628          |
| Libèria                         | 4.245.000          | 85,5 %         | 0 %           | 85,5 %                               | 3.633.720          |
| Líbia                           | 5.765.563          | 3,0 %          | 0,5 %         | 1,5 %                                | 172.967            |
| Liechtenstein                   | 33.863             | 84,4 %         | 75,9 %        | 8,5 %                                | 28.174             |
| Lituània                        | 3.596.617          | 85,0 %         | 77,2 %        | 7,6 %                                | 3.057.124          |
| Luxemburg                       | 468.571            | 87,0 %         | 68,7 %        | 3,7 %                                | 407.657            |
| Macedònia del Nord              | 2.038.514          | 65,1 %         | 0,3 %         | 64,7 %                               | 1.327.073          |
| Madagascar                      | 20.696.070         | 74,5 %         |               |                                      | 15.418.572         |
| Malawi                          | 12.158.924         | 79,9 %         |               |                                      | 9714980            |
| Malàisia                        | 23.953.136         | 9,2 %          |               |                                      | 2.179.735          |
| Maldives                        | 349.106            | 0,08 %         |               |                                      | 300                |
| Mali                            | 12.291.529         | 3,2 %          |               |                                      | 398.245            |
| Illes Malvines                  | 3.000              | 94,3 %         |               |                                      | 3.000              |
| República de Malta              | 400.214            | 98,0 %         | 88,6 %        | 3 %                                  | 392.210            |
| Marroc                          | 32.725.847         | 0,1 %          |               |                                      | 4000               |
| Maurici                         | 1.230.602          | 32,2 %         |               |                                      | 396.254            |
| Mauritània                      | 3.086.859          | 0,14 %         |               |                                      | 46800              |
| Mèxic                           | 123 800 000        | 89,7 %         | 81 %          | 9,7 %                                | 111 048 600        |
| Moldàvia                        | 4.455.421          | 95,3 %         | 2 %           | 93,3 %                               | 4.388.590          |
| Mònaco                          | 36.000             | 86,0 %         | 86 %          | 0 %                                  | 30.960             |
| Mongòlia                        | 2.791.272          | 1,4 %          |               |                                      | 39.078             |
| Micronèsia                      | 111.000            | 95,4 %         |               |                                      | 104.000            |
| Moçambic                        | 19.406.703         | 56,1 %         | 28,5 %        | 27,6 %                               | 10.887.160         |
| Myanmar                         | 42.909.464         | 7,9 %          | 1 %           | 6,9 %                                | 1.716.379          |
| Namíbia                         | 2.030.692          | 90,0 %         | 13,7 %        | 76,3 %                               | 1.827.623          |
| Nauru                           | 9.500              | 93,4 %         | 33,0 %        | 60,4 %                               | 8.870              |
| Nepal                           | 27.676.547         | 0,9 %          | 0,1 %         | 0,8 %                                | 249.089            |
| Nicaragua                       | 5.142.098          | 89,6 %         | 68,8 %        | 21,8 %                               | 4.128.158          |
| Níger                           | 16.274.738         | 5,0 %          |               | 5 %                                  | 162.747            |
| Nigèria                         | 181.562.056 (2015) | 50,8 %         | 12,6 %        | 38,2 %                               | 92.233.524         |
| Noruega                         | 4.593.041          | 86,2 %         | 3 %           | 83,5 %                               | 3.931.643          |
| Nova Zelanda                    | 4.035.461          | 55,6 %         | 28,7 %        | 24,9 %                               | 2.158.972          |
| Oman                            | 3.001.583          | 2,5 %          | 2,1 %         | 0,4 %                                | 147.078            |
| Uganda                          | 27.269.482         | 88,6 %         | 41,9 %        | 46, %                                | 23.179.060         |
| Uzbekistan                      | 26.851.195         | 9,0 %          | 0 %           | 9 %                                  | 2.416.608          |
| Pakistan                        | 162.419.946        | 1,6 %          | 0,8 %         | 0,8 %                                | 2.598.719          |
| República de Palau              | 19.949             | 77,9 %         | 65 %          | 12,9 %                               | 15.540             |
| Palestina                       | 3.761.904          | 6,0 %          |               |                                      | 188.095            |
| Panamà                          | 3.339.150          | 96 %           | 75 %          | 21 %                                 | 3.335.811          |
| Papua Nova Guinea               | 5.545.268          | 66,0 %         | 18 %          | 48 %                                 | 3.205.584          |
| Paraguai                        | 6.347.884          | 96,9 %         | 89,6%         | 7,3 %                                | 6.151.100          |
| Països Baixos                   | 16.292.353         | 39,4 %         | 24,6 %        | 14,8 %                               | 8.309.100          |
| Perú                            | 27.925.628         | 88,1 %         | 78,0 %        | 10,1 %                               | 24.630.403         |
| Filipines                       | 91.077.287         | 93,1 %         | 80,9 %        | 11,7 %                               | 84.246.490         |
| Polònia                         | 38.635.144         | 95,7 %         | 86,7 %        | 8 %                                  | 36.977.511         |
| Portugal                        | 10.566.212         | 86,7 %         | 81 %          | 14,7 %                               | 9.160.906          |
| Puerto Rico                     | 3.916.632          | 97,0 %         | 50 %          | 47 %                                 | 3.642.468          |
| Qatar                           | 863.051            | 8,5 %          |               | 1,1 %                                | 73.359             |
| Romania                         | 22.329.977         | 99,0 %         | 4,6 %         | 95 %                                 | 22.106.677         |
| Regne Unit                      | 60.441.457         | 59,3 %         | 8,9 %         | 50 %                                 | 35.841.784         |
| Rússia                          | 143.666.931        | 69,8 %         | 1,6 %         | 68,2 %                               | 100 279 496        |
| Ruanda                          | 8.440.820          | 93,6 %         | 56,9 %        | 26 %                                 | 7.900.608          |
| Samoa                           | 197.000            | 99,2 %         | 19,4 %        | 79,8 %                               | 195.400            |
| Samoa Nord-americana            | 67.000             | 98,3 %         | 20 %          | 78 %                                 | 66.000             |
| San Marino                      | 29.251             | 95,0 %         | 90,5 %        | 1,1 %                                | 27.788             |
| El Salvador                     | 6.163.000          | 81,9 %         | 50,5 %        | 31,4 %                               | 5.047.000          |
| Salomó                          | 610.000            | 95,9 %         | 19,6 %        | 76,3 %                               | 585.000            |
| Senegal                         | 11.126.832         | 5,0 %          | 5 %           | 0 %                                  | 556.342            |
| Sèrbia                          | 7.498.175          | 93,5 %         | 4,9 %         | 79,4 %                               | 6.868.328          |
| Seychelles                      | 81.188             | 94,7 %         | 82 %          | 15,2 %                               | 76.885             |
| Sierra Leone                    | 6.017.643          | 10,0 %         | 10 %          | 0 %                                  | 601.764            |
| Singapur                        | 4.425.720          | 18 %           | 5,7 %         | 12 %                                 | 646.155            |
| Eslovàquia                      | 5.431.363          | 80,0 %         | 67 %          | 13 %                                 | 4.551.482          |
| Eslovènia                       | 2.011.070          | 68,0 %         | 64 %          | 4 %                                  | 1.180.498          |
| Somàlia                         | 8.591.629          | 0,1 %          | 0,1 %         | 0 %                                  | 8.592              |
| Sri Lanka                       | 20.064.776         | 7,5 %          | 6,1 %         | 1,4 %                                | 1.244.016          |
| Sudan                           | 30.894.000         | 5,0 %          |               |                                      | 1.544.700          |
| Sudan del Sud                   | 8.260.490          | 60,5 %         | 30 %          | 30 %                                 | 4.997.596          |
| Surinam                         | 438.144            | 48,4 %         | 21,6 %        | 26,8 %                               | 210.309            |
| Swaziland                       | 1.173.900          | 82,7 %         | 25 %          | 57,7 %                               | 837.577            |
| Suècia                          | 9.001.774          | 72,9 %         | 2 %           | 67,5 %                               | 6.562.293          |
| Suïssa                          | 7.507.000          | 79,3 %         | 40 %          | 39,3 %                               | 5.953.051          |
| Síria                           | 18.448.752         | 10,0 %         | 2 %           | 8 %                                  | 1.844.875          |
| Taiwan                          | 22.894.384         | 6,0 %          |               |                                      | 1.373.663          |
| Tadjikistan                     | 7.163.506          | 10,0 %         |               |                                      | 716.351            |
| Tanzània                        | 36.766.356         | 61,4 %         | 61,4 %        | 0 %                                  | 21.912.748         |
| Txad                            | 11.274.000         | 35,0 %         | 20 %          | 15 %                                 | 3.946.000          |
| República Txeca                 | 10.512.000         | 34,0 %         | 29 %          | 5 %                                  | 3.038.000          |
| Tailàndia                       | 65.444.371         | 0,7 %          | 0,6 %         | 0,6 %                                | 458.111            |
| Timor Oriental                  | 1.134.000          | 99,0 %         | 96,9 %        | 2,2 %                                | 1.123.000          |
| Togo                            | 5.681.519          | 29,0 %         |               |                                      | 1.647.641          |
| Tonga                           | 102.000            | 81,0 %         | 16 %          | 65 %                                 | 82.620             |
| Trinitat i Tobago               | 1.088.644          | 57,6 %         | 21,5 %        | 33,4 %                               | 627.059            |
| Tunísia                         | 10.074.951         | 1,0 %          |               |                                      | 100.750            |
| Turquia                         | 77.804.122         | 0,11 %         |               |                                      | 85.585             |
| Turkmenistan                    | 4.952.081          | 9,0 %          |               | 9 %                                  | 445.687            |
| Tuvalu                          | 10.800             | 98,4 %         | 0 %           | 98,4 %                               | 10.630             |
| Ucraïna                         | 45.560.251         | 33,5 %         | 5,9 %         | 27,6 %                               | 38.179.490         |
| Uruguai                         | 3.415.920          | 68,0 %         | 47 %          | 11 %                                 | 2.322.826          |
| Vanuatu                         | 270.000            | 82,4 %         | 12,4 %        | 70,0 %                               | 222.500            |
| Vaticà                          | 921                | 100 %          | 100 %         | 0 %                                  | 921                |
| Veneçuela                       | 26.023.528         | 98,0 %         | 79 %          | 21%                                  | 25.503.057         |
| Illes Verges Britàniques        | 23.000             | 94,0 %         | 85 %          | 9 %                                  | 22.000             |
| Vietnam                         | 83.535.576         | 8,2 %          | 7 %           | 1 %                                  | 6.014.561          |
| Iemen                           | 20.727.063         | 0,02 %         | 0,02          |                                      | 2.695              |
| Zàmbia                          | 11.261.795         | 95,5 %         | 20,2 %        | 72,3 %                               | 10.980.250         |
| Zimbabwe                        | 12.746.990         | 87,0 %         | 17 %          | 63 %                                 | 10.197.592         |
| Total                           | 5 639 933 868      | 39 %           | 25 %          | 14 %                                 | 2.576.673.520      |